# ポーリン・ケント
ポーリン・ケント（1960年-2015年6月30日）は、日本の社会学者。
オーストラリア・キャンベラ出身。研究テーマはルース・ベネディクト研究。
2015年6月30日20時ごろ、乳がんのため京都市内の自宅で死去、55歳。

## 略歴
- 1986年：千葉大学文学部行動科学科社会学専攻卒業
- 1989年：大阪大学人間科学研究科修了
- 同大学大学院博士後期課程退学
- 1989年：国際日本文化研究センター研究部助手
- 1996年：龍谷大学国際文化学部助教授として着任
- 2006年：同大学国際文化学部教授に就任
- 2005年：同大学アフラシア平和開発研究センター事務局長
- 2006年；同大学国際文化学部教授
- 2008年：同大学アフラシア平和開発研究センター長
- 2010年：同大学国際文化学部長[2]

## 著作
- 『紛争解決 グローバル化・地域・文化』（北原淳との共編著、ミネルヴァ書房・アフラシア叢書）